# Tanera More
Pour les articles homonymes, voir Tanera.
Tanera More, en gaélique écossais Tannara Mòr, est une île du Royaume-Uni située en Écosse.

## Géographie
L'île, située dans le Nord-Ouest de l'Écosse, est la plus grande des îles Summer. Elle est entourée par la Grande-Bretagne au nord et à l'est, Horse Island et Meall nan Gabhar au sud-est, Eilean Dubh au sud-sud-ouest ainsi que Tanera Beag, Eilean a’ Chàr et Eilean Fada Mòr à l'ouest. Elle est baignée par les eaux du Minch, un bras de mer de l'océan Atlantique, et notamment la baie de Badentarbat à l'est.
Sa superficie est d'environ 310 hectares et son point culminant, le Meall Mòr, s'élève à 124 mètres d'altitude.
Le sol de l'île est une tourbière ; il y a trois petits lacs d'eau douce au nord, mais l'eau conserve une teinte brune caractéristique de la tourbe, même après traitement.

## Histoire
En 1881, elle comptait 118 habitants, vivant essentiellement de la pêche du hareng ; la fabrique de harengs est toujours présente sur l'île bien qu'abandonnée. La population de l'île décline rapidement après la Première Guerre mondiale, notamment en raison de la baisse des stocks de hareng, si bien qu'elle ne compte plus aucun habitant en 1931.
Son occupation se fait depuis de manière intermittente : 6 habitants en 1961, 8 en 1981, aucun en 1991, 5 en 2001, 4 en 2011 et aucun en 2014. Le naturaliste Frank Fraser Darling vit sur l'île entre 1938 et 1944 et y écrit son ouvrage Island Farm.
L'île est achetée par un couple en 1996 afin d'y développer le tourisme ; ils rénovent les cottages et plantent 150 000 arbres. Leur fille et son mari reprennent le flambeau pour en faire un projet de protection de l'environnement mais décident quelques années plus tard de vendre l'île. Ils tentent de la revendre à la communauté de Coigach pour la somme de 2,6 millions de livres mais celle-ci finit par décliner, préférant se concentrer sur des projets existants. Le montant de la vente est revu à la baisse en mai 2013 pour 2,5 millions et en 2014 pour 1,95 million.

## Infrastructures et services
Tanera More dispose d'une ferme à saumon, de neuf cottages, d'une petite école de voile et d'un café. L'île possède aussi son propre bureau de poste depuis 1970 et imprime ses propres timbres, qui sont recherchés par les collectionneurs. Tous les cottages ont de l'eau potable, filtrée sur l'île, et de l'électricité, fournie par des générateurs Diesel et des petites éoliennes ; les cottages sont reliés au réseau téléphonique et certains ont même une connexion Internet.

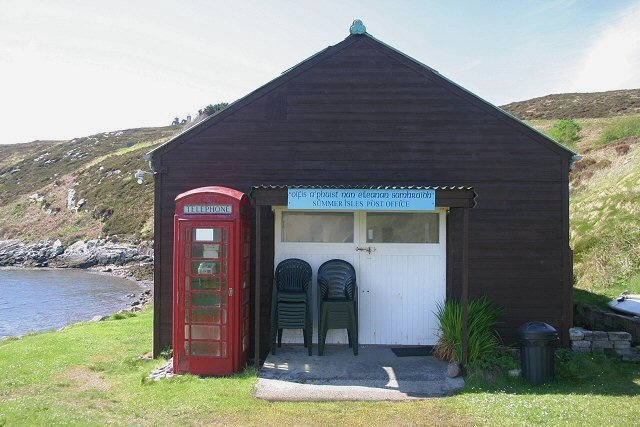
Le bureau de poste et café de l'île.